# Sędziny (gromada)
Sędziny – dawna gromada, czyli najmniejsza jednostka podziału terytorialnego Polskiej Rzeczypospolitej Ludowej w latach 1954–1972.
Gromady, z gromadzkimi radami narodowymi (GRN) jako organami władzy najniższego stopnia na wsi, funkcjonowały od reformy reorganizującej administrację wiejską przeprowadzonej jesienią 1954 do momentu ich zniesienia z dniem 1 stycznia 1973, tym samym wypierając organizację gminną w latach 1954–1972.
Gromadę Sędziny z siedzibą GRN we Sędzinach utworzono – jako jedną z 8759 gromad na obszarze Polski – w powiecie szamotulskim w woj. poznańskim, na mocy uchwały nr 35/54 WRN w Poznaniu z dnia 5 października 1954. W skład jednostki weszły obszary dotychczasowych gromad Kunowo, Sarbia, Sędziny i Wilkowo oraz miejscowość Mieściska (bez obszaru włączonego do nowo utworzonej gromady Grzebienisko) z dotychczasowej gromady Mieściska – ze zniesionej gminy Grzebienisko w tymże powiecie. Dla gromady ustalono 17 członków gromadzkiej rady narodowej.
1 stycznia 1962 z gromady Sędziny wyłączono miejscowość Kunowo, włączając ją do gromady Duszniki w tymże powiecie, po czym gromadę Sędziny zniesiono, a jej (pozostały) obszar włączono do gromady Grzebienisko tamże.